# Glypta gelida
Glypta gelida là một loài tò vò trong họ Ichneumonidae.